# Nick Nostro
Nick Nostro, pseudonimo di Nicola Nostro (Gioia Tauro, 21 aprile 1931 – Gioia Tauro, 15 giugno 2014), è stato un regista italiano.

## Biografia
Dopo un apprendistato come aiuto regista, esordì alla regia nel 1962 col film Il sangue e la sfida.

## Filmografia

### Regista
- Il sangue e la sfida (1962)
- La cieca di Sorrento (1963)
- Il trionfo dei dieci gladiatori (1964)
- Gli invincibili dieci gladiatori (1964)
- Asso di picche - Operazione controspionaggio (1966)
- Un dollaro di fuoco (1966)
- Tre notti violente (1966)
- Superargo contro Diabolikus (1966)
- Uno dopo l'altro (1968)
- Grazie zio, ci provo anch'io (1971)

### Sceneggiatore
- Il sangue e la sfida (1962)
- La cieca di Sorrento (1963)
- Il trionfo dei dieci gladiatori (1964)
- Gli invincibili dieci gladiatori (1964)
- Asso di picche - Operazione controspionaggio (1966)
- Uno dopo l'altro (1968)

### Aiuto regista
- La zia d'America va a sciare, regia di Roberto Bianchi Montero (1957)
- La Pica sul Pacifico, regia di Roberto Bianchi Montero (1959)
- Fantasmi e ladri, regia di Giorgio Simonelli (1959)
- Un dollaro di fifa, regia di Giorgio Simonelli (1960)
- I baccanali di Tiberio, regia di Giorgio Simonelli (1960)
- Noi siamo due evasi, regia di Giorgio Simonelli (1960)
- I tre nemici, regia di Giorgio Simonelli (1962)
- 2 samurai per 100 geishe, regia di Giorgio Simonelli (1962)